# Riksgränsen

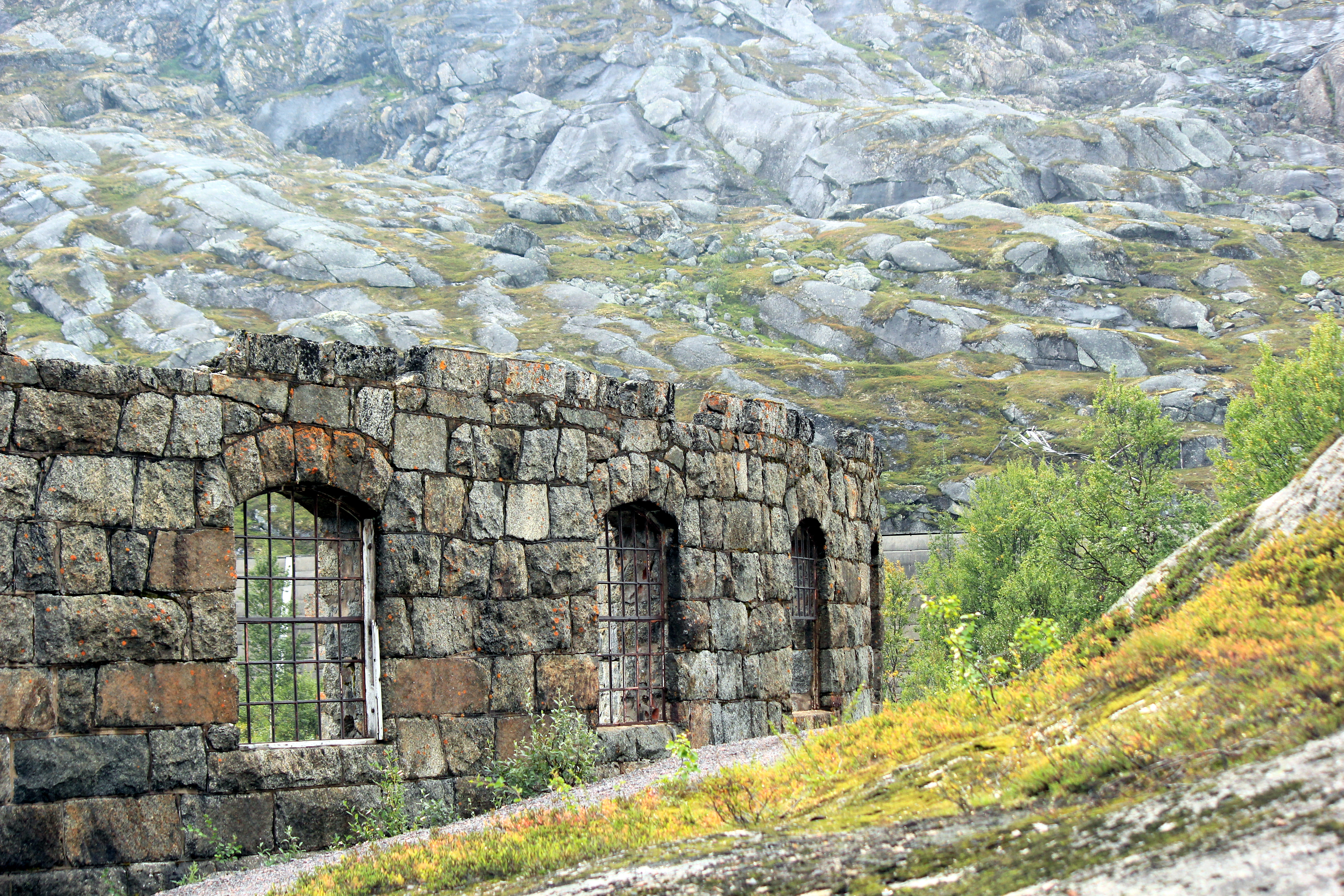
Ruine d'un équipement ferroviaire à Riksgränsen. Aout 2019.

Riksgränsen est une localité et une station de ski de la commune de Kiruna dans le comté de Norrbotten en Suède. Elle se situe à 200 km au nord du cercle polaire arctique, sur la frontière avec la Norvège.
Elle se trouve sur la ligne d'Ofot, le chemin de fer qui mène à la ville norvégienne de Narvik, distante de 43 km, ainsi que sur la Malmbanan qui descend jusqu'à la ville suédoise de Boden à 398 km.